# Позднеирменская культура
Позднеирменская культура — археологическая культура эпохи перехода от бронзового к железному веку на территории Западной Сибири. Продолжение и последний этап ирменской культуры позднего бронзового века.

## Описание
Культура относится к IX—VII вв. до нашей эры. Выделена В. И. Молодиным.
Изученные памятники: поселения Чича-1, Туруновка-4, Омь-1. В 1999 году немецкие геофизики провели исследование Чичи-1. Не производя раскопок, учёные получили план поселения и выяснили, что поселение состояло из более сотни жилищ. Жилища — полуземлянки. Встречаются жилища, разделённые на две части, как у ирменской культуры. Погребальный обряд — трупоположение.
Керамика близка к ирменской, но есть и оригинальная — крупные плоскодонные сосуды с высоким венчиком. В орнаменте геометрические фигуры заменяются «ёлочкой», зигзагами, наклонными линиями. Характерны сосуды с двумя рядами «жемчужных» наколов. Встречаются бронзовые изделия (ножи, наконечники стрел), изделия из кости и рога (наконечники стрел). Появляются миниатюрные фигурки из глины, изображающие медведей и людей.
Население занималось скотоводством, охотой, рыболовством, вероятно земледелием.